# Flugzeugführerschule „S“
Die Flugzeugführerschule „S“ (kurz FFS „S“) war eine fliegerische Ausbildungseinrichtung der Luftwaffe der Bundeswehr, deren Auftrag es war, die Besatzungen von Transportflugzeugen und -hubschraubern auszubilden. Sie existierte von 1956 bis 1978 und ging danach im erneut aufgestellten Lufttransportgeschwader 62 auf.

## Geschichte
Analog zu den Flugzeugführerschulen „A“ (Landsberg am Lech) und „B“ (Fürstenfeldbruck), die die Ausbildung der Piloten für Strahlflugzeuge durchführten, stellte das Bundesministerium für Verteidigung mit Wirkung zum 10. Juni 1956 die Flugzeugführerschule „S“ auf, um die Schulung im Bereich der Transportflugzeuge und -hubschrauber sicherzustellen. Die Ausbildung fand zu diesem Zeitpunkt zwar mit Unterstützung alliierter Soldaten, aber vollständig in Deutschland statt.
Mit dem Aufstellungsbefehl Nr. 15 wurde als erster Standort der Fliegerhorst Uetersen in Schleswig-Holstein bestimmt, als endgültiger Standort war aber zu diesem Zeitpunkt bereits Memmingen geplant, wohin die FFS „S“ Anfang August 1956 verlegte. Zur Ausbildung der Besatzungen verfügte die Schule über drei Ausbildungsstaffeln (ab November 1958 Ausbildungsgruppen), die sich die unterschiedlichen Ausbildungen teilten:
- Ausbildungsgruppe A – Fliegerische Grundausbildung auf den Mustern Piper L-18 und Piaggio P.149
- Ausbildungsgruppe B – Instrumentenflugausbildung auf den Mustern Nord Noratlas und Percival Pembroke
- Ausbildungsgruppe C – Hubschrauberausbildung

Unterstützt wurde die Schule dabei personell von der Armée de l’Air und der Royal Air Force.
Aufgrund der beengten Platzverhältnisse in Memmingen entschied man sich, die Muster zu dislozieren, z. B. die Ausbildung der Do-27-Piloten des Heeres in Friedrichshafen durchzuführen, während die Ausbildungsgruppe B von Neubiberg aus schulte, bevor man entschied, die Gruppe B im Oktober 1958 auf den zur Zeit des Dritten Reichs angelegten und in der Nachkriegszeit von der Royal Air Force genutzten Fliegerhorst Wunstorf bei Hannover zu verlegen. Die Ausbildungsgruppe C führte die Ausbildung in Faßberg fort, Memmingen wurde danach bis 2003 Standort des Jagdbombergeschwaders 34, die Ausbildungsgruppe A in Diepholz war weiterhin für die fliegerische Erstausbildung verantwortlich.
Neben dem Ausbildungsauftrag nahm die FFS „S“ auch reguläre Transporteinsätze wahr, so etwa bei der Flutkatastrophe in Hamburg 1962. 1963 wurde die Ausbildungsgruppe A aufgelöst, da man sich in der Zwischenzeit entschieden hatte, die Flugzeugführer von Luftwaffe und Marine für Transportflugzeuge und Seefernaufklärer fliegerisch bei der Lufthansa-Verkehrsfliegerschule in Bremen ausbilden zu lassen; erst nach Abschluss dieser Ausbildung erfolgt eine weitere Schulung in den militärischen Verbänden. Diese Form der Ausbildung besteht seit dem 1. August 1960 und wird bis heute fortgeführt.
Die für die Hubschrauberausbildung zuständige Gruppe C wurde später in die Hubschrauberführerschule der Luftwaffe (HFSLw) umgegliedert, an den Standort Ahlhorn verlegt und 1975 zugunsten einer Ausbildung in den Vereinigten Staaten aufgelöst; sie bildete wie das heutige Internationale Hubschrauberausbildungszentrum in Bückeburg nicht nur Hubschrauberführer für die Bundeswehr aus, sondern auch für den Bundesgrenzschutz, die Polizeien der Länder und befreundete Staaten.
Ab 1969 wurde in Wunstorf auf dem neu eingeführten Transportflugzeug Transall C-160 geschult, 1970 kam zur Instrumentenflug-Ausbildung die zweimotorige Dornier Do 28D „Skyservant“ zur Flotte dazu. Bis 1976 konnte die FFS „S“ in 155.000 Flugstunden 9130 Piloten ausbilden. 1978 kam das Ende für die FFS „S“ in ihrer bisherigen Form, sie wurde am 1. Oktober 1978 als „zweites“ Lufttransportgeschwader 62 (der erste so bezeichnete Verband war 1971 aufgelöst worden) wieder aufgestellt und behielt auch weiterhin ihren Lehrauftrag. Die Ausbildung in Bremen wurde als 4. Staffel des Geschwaders fortgeführt.

## Schulwappen

Wappen des LTG 62

Die Flugzeugführerschule „S“ verwendete ein Wappen, das sich aus dem Schriftzug „FFS ‚S‘“ an der Spitze sowie einem dreigeteilten Abschnitt mit einem Falken (Ausbildungsgruppe A), der Figur Hans Huckebein von Wilhelm Busch (Ausbildungsgruppe B) und einer Libelle (Ausbildungsgruppe C) zusammensetzt. Später wurde auch ein Wappen ausschließlich mit der Krähe Hans Huckebein getragen, das später vom LTG 62 übernommen wurde, wobei lediglich die auf gelbem Grund stehende Bezeichnung „FFS ‚S‘“ durch „LTG 62“ geändert wurde.

## Schulkommandeure
| Name                              | Beginn            | Ende               | Anmerkungen                                                         |
| --------------------------------- | ----------------- | ------------------ | ------------------------------------------------------------------- |
| Oberst Heise                      | 16. Juli 1956     | 31. Dezember 1958  |                                                                     |
| Oberst Joachim Poetter            | 1. Januar 1959    | 30. September 1961 |                                                                     |
| Oberst Horst Merkwitz             | 1. Oktober 1961   | 15. Januar 1963    |                                                                     |
| Oberst Herbert Treppe             | 16. Januar 1963   | 24. August 1964    |                                                                     |
| Oberst Karl Horst Meyer zum Felde | 28. August 1964   | 1. April 1970      |                                                                     |
| Oberst Siegfried Gottschalt       | 1. April 1970     | 30. September 1972 |                                                                     |
| Oberst Werner Drechsel            | 1. Oktober 1972   | 31. März 1973      | Danach zur Flugbereitschaft des Bundesministeriums der Verteidigung |
| Oberst Horst Naumann              | 1. April 1973     | 1. Mai 1975        |                                                                     |
| Oberst Heinrich Mayerhofer        | 1. Mai 1975       | unbekannt          | Verunfallt                                                          |
| Oberstleutnant Claus Kemme        | unbekannt         | 10. November 1975  | Übergangsweise                                                      |
| Oberst Theodor Zillober           | 10. November 1975 | 30. September 1978 | Bis zur Auflösung des Verbandes Kommandeur                          |